# John Meehan
Pour les articles homonymes, voir Meehan.
Ne pas confondre avec le scénariste et dramaturge canadien John Meehan (1890-1954).
John (Francis) Meehan, né le 13 juin 1902 à Tehachapi (comté de Kern, Californie), mort le 15 mai 1963 à Los Angeles — Quartier d'Hollywood (Californie), est un chef décorateur et directeur artistique américain, ayant œuvré au cinéma et à la télévision.

## Biographie
Après ses études à l'université de Californie du Sud, John Meehan débute au cinéma comme assistant des directeurs artistiques Hans Dreier et Robert Usher (en), sur L'Escadrille des jeunes de Mitchell Leisen, sorti en 1941. Il exercera de même sur trois autres films, le dernier étant Révolte à bord de John Farrow (1946), comme assistant d'Hans Dreier et Franz Bachelin (en).
Comme chef décorateur ou directeur artistique, il contribue à dix-neuf films américains (dont huit aux côtés d'Hans Dreier), le premier étant L'Or et les Femmes de Sidney Lanfield (1945, avec Veronica Lake et Sonny Tufts). Le dernier est Le Culte du cobra de Francis D. Lyon (1955, avec Richard Long et Marshall Thompson).
Dans l'intervalle, il collabore notamment à L'Héritière de William Wyler (1949, avec Olivia de Havilland et Montgomery Clift), Boulevard du crépuscule de Billy Wilder (1950, avec William Holden et Gloria Swanson) et Vingt mille lieues sous les mers de Richard Fleischer (1954, avec Kirk Douglas et James Mason), grâce auxquels il gagne trois fois l'Oscar de la meilleure direction artistique.
À partir de 1955 et jusqu'en 1962, John Meehan travaille exclusivement pour la télévision, sur deux téléfilms (diffusés en 1955 et 1960) et vingt-deux séries. Parmi elles, mentionnons Mike Hammer (quatre épisodes, 1959), Johnny Staccato (vingt épisodes, 1959-1960), et surtout Leave It to Beaver (cent-cinquante-huit épisodes, 1957-1962).
En 1963, l'année suivant sa dernière contribution au petit écran, il meurt prématurèment d'un cancer.

## Filmographie

### Au cinéma (intégrale)
Comme assistant de direction artistique
- 1941 : L'Escadrille des jeunes (I Wanted Wings) de Mitchell Leisen
- 1942 : La Sentinelle du Pacifique (Wake Island) de John Farrow
- 1944 : L'aventure vient de la mer (Frenchman's Creek) de Mitchell Leisen
- 1946 : Révolte à bord (Two Years Before the Mast) de John Farrow

Comme chef décorateur ou directeur artistique
- 1945 : L'Or et les Femmes (Bring on the Girls) de Sidney Lanfield
- 1946 : Amazone moderne (The Bride Wore Boots) d'Irving Pichel
- 1946 : Le Traître du Far-West (The Virginian) de Stuart Gilmore
- 1946 : L'Emprise du crime (The Strange Love of Martha Ivers) de Lewis Milestone
- 1947 : Les Anneaux d'or (Golden Earrings) de Mitchell Leisen
- 1947 : Ma femme, la capitaine (Suddenly, It's Spring) de Mitchell Leisen
- 1948 : Verdict secret (Sealed Verdict) de Lewis Allen
- 1948 : Dream Girl de Mitchell Leisen
- 1949 : L'Héritière (The Heiress) de William Wyler
- 1949 : Samson et Dalila (Samson and Delilah) de Cecil B. DeMille
- 1950 : Boulevard du crépuscule (Sunset Boulevard) de Billy Wilder
- 1951 : Tarzan et la Reine de la jungle (Tarzan's Peril) de Byron Haskin
- 1952 : Je retourne chez maman (The Marrying Kind) de George Cukor
- 1952 : Aveux spontanés (Assignment – Paris!) de Robert Parrish
- 1953 : Salomé (Salome) de William Dieterle
- 1953 : J'ai vécu deux fois (Man in the Dark) de Lew Landers
- 1954 : Une femme qui s'affiche (It Should Happen to You) de George Cukor
- 1954 : Vingt mille lieues sous les mers (20,000 Leagues Under the Sea) de Richard Fleischer
- 1955 : Le Culte du cobra (Cult of the Cobra) de Francis D. Lyon

### À la télévision (sélection)
(séries, sauf mention contraire, comme directeur artistique)
- 1959 : Mike Hammer (Mickey Spillane's Mike Hammer), première série
  - Saison 2, épisode 32 Stocks and Blondes de Ray Nazarro, épisode 36 A Mugging Evening de William Witney, épisode 37 Slab Happy et épisode 38 Siamese Twinge de William Witney
- 1958-1960 : Alfred Hitchcock présente (Alfred Hitchcock Presents)
  - Saison 3, épisode 14 Pourcentage (The Percentage, 1958) de James Neilson
  - Saison 6, épisode 3 A Very Moral Theft (1960) de Norman Lloyd
- 1959-1960 : Johnny Staccato
  - Saison unique, 20 épisodes
- 1960 : The Slowest Gun in the West, téléfilm d'Herschel Daugherty
- 1957-1962 : Leave It to Beaver
  - Saison 1 à 6, 158 épisodes

## Distinctions
- Oscar de la meilleure direction artistique :
  - En 1950, catégorie noir et blanc, pour L'Héritière (partagé avec Harry Horner et Emile Kuri) ;
  - En 1951, catégorie noir et blanc, pour Boulevard du crépuscule (partagé avec Hans Dreier, Samuel M. Comer et Ray Moyer) ;
  - Et en 1955, pour Vingt mille lieues sous les mers (partagé avec Emile Kuri).